# آرامگاه بی‌بی سکینه رودبارک
بقعه بی‌بی سکینه رودبارک مربوط به دوره قاجار است و در شهرستان رودسر، بخش رحیم آباد، روستای رودبارک واقع شده و این اثر در تاریخ ۲ آبان ۱۳۸۲ با شمارهٔ ثبت ۱۰۵۹۳ به‌عنوان یکی از آثار ملی ایران به ثبت رسیده است.